# Tadeusz Jóźwik
Tadeusz Tomasz Jóźwik (ur. 13 czerwca 1941) – polski samorządowiec, menedżer i działacz partyjny, były I sekretarz Komitetu Miejskiego PZPR w Kielcach, w latach 2002–2006 członek zarządu województwa świętokrzyskiego II kadencji.

## Życiorys
Pochodzi z Kielc. Absolwent technikum mechanicznego w Kielcach oraz studiów z inżynierii metalurgicznej na Akademii Górniczo-Hutniczej (specjalność metaloznawstwo i obróbka cieplna). W młodości pracował w Zakładach „Iskra”, a w latach 1965–1998 w koncernie Chemar (jego historii poświęcił książkę wydaną w 2014 roku). Od 1998 do 2002 był prezesem Wodociągów Kieleckich, kierował też przedsiębiorstwem zajmującym się diagnostyką techniczną urządzeń kotłowych. Został wiceprezesem Stowarzyszenia Forum Pracodawców, a także szefem Ligi Obrony Kraju w świętokrzyskiem i wiceszefem na poziomie krajowym.
Należał do Polskiej Zjednoczonej Partii Robotniczej. Był I sekretarzem Komitetu Miejskiego PZPR w Kielcach i I sekretarzem Komitetu Zakładowego w Chemarze, a od 1986 do 1990 etatowym pracownikiem partii. W III RP związał się z Sojuszem Lewicy Demokratycznej. W 2001 objął mandat radnego sejmiku świętokrzyskiego po wybranym na senatora Tadeuszu Bartosie, w 2002 ponownie został wybrany w skład sejmiku. 27 listopada 2002 został powołany na stanowisko członka zarządu województwa świętokrzyskiego, odpowiedzialnego za infrastrukturę, rolnictwo, edukację i sport. Zakończył pełnienie funkcji wraz z całym zarządem 27 listopada 2006. W tym samym roku nie uzyskał reelekcji do sejmiku.

## Odznaczenia
Odznaczony m.in. Krzyżem Kawalerskim Orderu Odrodzenia Polski (2004), a także Odznaką Honorową Województwa Świętokrzyskiego (2014) i Nagrodą Prezydenta Miasta Kielce (2011).